# 1998 SV22
1998 SV22 är en asteroid i huvudbältet som upptäcktes den 20 september 1998 av den australiensiske astronomen Frank B. Zoltowski i Woomera.
Asteroiden har en diameter på ungefär 2 kilometer och den tillhör asteroidgruppen Vesta.